# Bobadilla del Campo
Bobadilla del Campo (appelée Bobadilla jusqu'en 1860) est une commune de la province de Valladolid dans la communauté autonome de Castille-et-León en Espagne.

## Sites et patrimoine
- Église San Matías

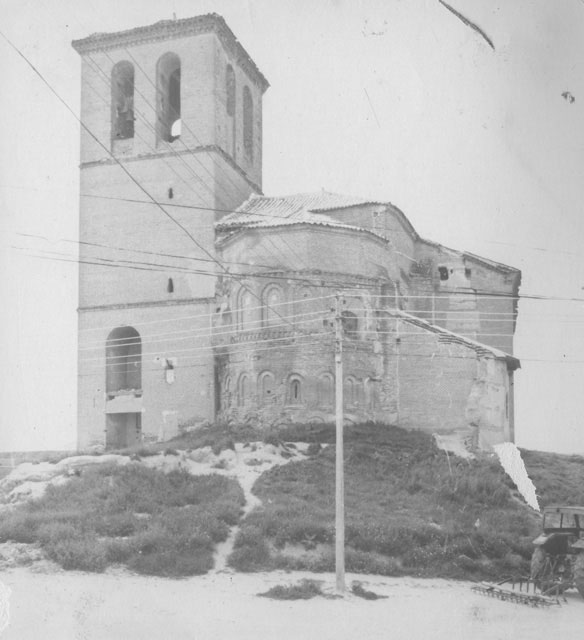
Église San Matías. Fondation Joaquín Díaz.